# عبدالرحمان (بازیکن فوتبال)
عبدالرحمان (انگلیسی: Abdul Rehman؛ زادهٔ ۷ اوت ۱۹۸۲) بازیکن فوتبال اهل پاکستان بود.
وی همچنین در تیم ملی فوتبال پاکستان بازی کرده است.